# Ronald Merriott
Ronald Marshall „Ron“ Merriott (* 24. Mai 1960 in Rockford, Illinois) ist ein ehemaliger US-amerikanischer Wasserspringer, der an den Olympischen Sommerspielen 1984 in Los Angeles teilnahm.
Ronald Merriott studierte an der University of Michigan, wo er in den Jahren 1982 and 1984 NCAA Champion vom Sprungbrett wurde. Bei den nationalen Freiluft-Wettkämpfen konnte er im Jahr 1983 vom 1-m-Brett den Titel erringen, bei den Hallen-Wettbewerben im Jahr 1982 sogar die Titel vom 1- und 3-Meter-Brett. In der Folgezeit konnte er noch Wettbewerbe in Australien gewinnen.
Bei den Olympischen Sommerspielen 1984 in Los Angeles errang Merriott seine einzige olympische Medaille. Hinter seinem Landsmann, dem späteren vierfachen Olympiasieger Greg Louganis und dem Chinesen Tan Liangde erreichte er den Bronze-Rang. Nach seiner Karriere ließ sich Merriott zum offiziellen Wertungsrichter ausbilden.
Wasserspringen war jedoch nicht Merriotts einzige Sportart. So war er in seiner Jugend ein erfolgreicher Trampolin-Springer und krönte sich 1976 gar zum Junior World Champion. Für seine Verdienste um den Trampolin-Sport wurde er im Jahr 2014 von der World Acrobatic Society ausgezeichnet.